# Zamini
Zamini (v originále Quai d'Orsay) je francouzský hraný film z roku 2013, který režíroval Bertrand Tavernier podle komiksu Quai d'Orsay od Christophe Blaina a Abela Lanzaca. Snímek měl světovou premiéru na filmovém festivalu frankofonních filmů v Angoulême dne 27. srpna 2013.

## Děj
Čerstvě promovaný Arthur Vlaminck získal práci ve službách pravicového ministra zahraničních věcí Alexandra Taillarda de Wormse. Má na starosti psát ministrovy projevy.
Ale pracovat v prostředí, kde vládne flegmatický ředitel kabinetu Claude Maupas,  mezi tichým bojem ostatních poradců pohlcených ambicemi, to vše ve složitém kontextu světové diplomacie zaujaté konflikty, si mladý Vlaminck rychle uvědomí, že psát pro šéfa diplomacie není vůbec jednoduché.
Ředitel kabinetu projev schvaluje, ostatní poradci ho očerňují; psaní návrhů bez vyrušování častými příchody a odchody ministra vyžaduje hodně trpělivosti; oslovit šéfa diplomacie, aby mu sdělil nějaké informace, se zdá být nemožné. Tak by se daly shrnout dny Arthura Vlamincka, které večer vypráví své partnerce Marině.
Projev, který na konci filmu pronese ministr zahraničních věcí, používá slova projevu, který skutečně pronesl Dominique de Villepin dne 14. února 2003 v OSN proti vojenské intervenci v Iráku.

## Obsazení
| Thierry Lhermitte     | Alexandre Taillard de Worms, ministr zahraničních věcí  |
| Raphaël Personnaz     | Arthur Vlaminck                                         |
| Niels Arestrup        | Claude Maupas, ředitel kabinetu                         |
| Bruno Raffaelli       | Stéphane Cahut, poradce pro Střední východ              |
| Julie Gayet           | Valérie Dumontheil, poradce pro Afriku                  |
| Anaïs Demoustierová   | Marina, Arthurova snoubenka                             |
| Thomas Chabrol        | Sylvain Marquet, poradce pro Evropu                     |
| Thierry Frémont       | Guillaume Van Effentem, poradce pro Ameriku             |
| Alix Poisson          | Odile, Maupasova sekretářka                             |
| Marie Bunel           | Martine, ministrova sekretářka                          |
| Jean-Marc Roulot      | Bertrand Castela, ředitel strategie                     |
| Sonia Rollandová      | Nathalie, parlamentní poradkyně                         |
| Didier Bezace         | Jean-Paul François, spisovatel                          |
| Jane Birkinová        | Molly Hutchinson, nositelka Nobelovy ceny za literaturu |
| Renaud Calvet         | velvyslanec Francie při OSN                             |
| Benoit Carré          | zaměstnanec na ambasádě                                 |
| François Perrot       | Antoine Taillard,ministrův otec                         |
| Muhammad Hirzalla     | překladatel                                             |
| Sylvain Saulet        | ministrův bodygard                                      |
| Sébastien Pouderoux   | Ludovic                                                 |
| Thomas Croisière      | Xavier                                                  |
| Joséphine de La Baume | Isabelle                                                |
| Jean-Paul Farré       | Hector Marlier, spisovatel                              |
| Loïc Risser           | poradce pro ekologii                                    |
| Joe Tribble           | ministrův bodygard                                      |
| Bruno Le Maire        | sám sebe                                                |
| Bertrand Tavernier    | televizní reportér                                      |

## Ocenění
- Cena Jacquese Préverta za scénář v kategorii adaptace (Bertrand Tavernier, Christophe Blain a Antonin Baudry)
- Mezinárodní filmový festival v San Sebastiánu: Zvláštní cena poroty za nejlepší scénář (Bertrand Tavernier, Christophe Blain a Antonin Baudry); zařazen do soutěže o Zlatou mušli
- Lumières: nejnadějnější herec (Raphaël Personnaz); nominace v kategoriích nejlepší film, nejlepší režie (Bertrand Tavernier), nejlepší herec (Thierry Lhermitte), nejlepší scénář (Bertrand Tavernier, Christophe Blain a Antonin Baudry), nejlepší kamera (Jérôme Alméras)
- César: nejlepší herec ve vedlejší roli (Niels Arestrup); nominace v kategoriích nejlepší herečka ve vedlejší roli (Julie Gayet), nejlepší adaptace (Bertrand Tavernier, Christophe Blain a Antonin Baudry)